# Neivamyrmex postangustatus
Neivamyrmex postangustatus är en myrart som först beskrevs av Borgmeier 1934.  Neivamyrmex postangustatus ingår i släktet Neivamyrmex och familjen myror. Inga underarter finns listade i Catalogue of Life.